# Троекуров-Тюменский, Василий Семёнович
Сравни службы: Тюменский Василий Агишевич
Князь Василий Семёнович Троекуров-Тюменский — воевода во времена правления Ивана IV Васильевича Грозного, Фёдора Ивановича, Бориса Годунова и Смутное время.
Из княжеского рода Троекуровы. Младший сын московского дворянина и князя Семёна Михайловича Троекурова по прозванию «Агиш-Тюменский». Имел старшего брата воеводу и князя Романа Семёновича.

## Биография

### Служба Ивану Грозному
В мае 1578 года послан вторым воеводою Большого полка в Почепу, где пробыл до июля и по царскому указанию возвратился в Москву. В мае 1580 года второй воевода передового полка в Рже-Владимире и указано ему, если польский король пойдёт к Куконосу и другим городам, а ко Пскову не пойдёт, то собраться в Пскове и быть там вторым воеводой Большого полка и сойдясь с воеводой Годуновым идти против поляков первым воеводой Передового полка. В случае если польские войска двинутся к Смоленску то идти в Вязьму вторым воеводой того же полка. В 1581 году на бракосочетании царя Ивана Грозного с Марией Фёдоровной Нагово был в свадебном поезде. В сентябре 1582 года второй воевода Передового полка с коим собирался в Волоке и стоял в Зубцове, а в декабре послан первым воеводой войск левой руки против шведов и велено было ему собираться в Торжке. В феврале 1583 года отправлен из Новгорода первым воеводой войск правой руки против шведов и за из разбитие пожалован золотым, в июле первый воевода передового полка в Тёсове. В этом же году первый воевода Большого полка, а после Передового полка в Новгороде.

### Служба Фёдору Ивановичу
В феврале 1585 года первый воевода войск левой руки на берегу Оки. В этом же году при представлении Государю польского посла сидел в кривой лавке. В сентябре 1586 года первый воевода Передового полка в Новгороде, в ноябре назначен первым воеводой войск левой руки в походе против шведов. В феврале 1586 года сидел четвёртым на окольничий лавке при представлении Государю в Столовой палате литовского посла. В 1587 году двадцать второй при представлении боярам польского посла. В 1588 году первый воевода войск левой руки в Кашире. В октябре 1589 года был приглашён к государеву столу. Весной 1590 года второй воевода Большого полка в Серпухове. В этом же году первый воевода войск левой руки на берегу Оки, а после второй воевода в Сиверских городах. В 1591 году первоначально в Дедилове, а потом в Крапивне первый воевода Сторожевого полка, а после велено ему быть в Передовом полку нам берегу Оки и впоследствии, послан первым воеводой войск левой руки за отступившими от Москвы войсками крымского хана. В августе за службы пожалован шубой. В 1592 году, по возвращении войск из под Выборга, назначен первым воеводой Сторожевого полка в Новогородке, а потом упомянут в Тёсове среди других воевод. В этом же году первый воевода Сторожевого полка в Кашире. В 1593 году второй воевода Сторожевого полка в Новгороде. В 1595 году второй воевода войск правой руки в Алексине. В 1596 году второй воевода войск левой руки в Калуге, а потом первый воевода Большого полка в Туле. В 1597 году первый воевода в Шацке и в ряжских местах, где разбил татар, в июне послан в Коломну третьим воеводой Сторожевого полка. В 1598 году второй воевода в Кашире, а потом третий воевода войск левой руки в Серпухове.

### Служба Борису Годунову
В 1600 году второй воевода войск правой руки в Крапивне. В апреле 1601 года второй воевода Передового полка, а в мае войск правой руки на берегу Оки для охранения от прихода крымцев.

### Служба в Смутное время
В марте 1611 года послан от властей Троице-Сергиева монастыря вторым воеводой со стрельцами и монастырскими слугами к Москве против поляков и примкнувших к ним и вместе с драгунами вступив бой прогнали вновь в Московский кремль вышедших на них польско-литовский отряд, овладели в Белом городе круглой башней и Яузскими воротами, а позже Покровскими, Фроловскими, Сретенскими, Петровскими и Тверскими воротами разбивая отряды их оборонявшие. В 1612 году, по пришествии к Москве князя Дмитрия Михайловича Пожарского с войском, в августе участвовал в боях в польско-литовскими интервентами, в октябре приступом с другими воеводами занял Китай город, участвовал в осаде и взятии Московского кремля.
По родословной росписи показан бездетным.